# Królestwo Neapolu

Flaga Królestwa Neapolu i Sycylii w latach 1738–1799, 1799–1805 i 1815–1860 (Królestwo Obojga Sycylii)

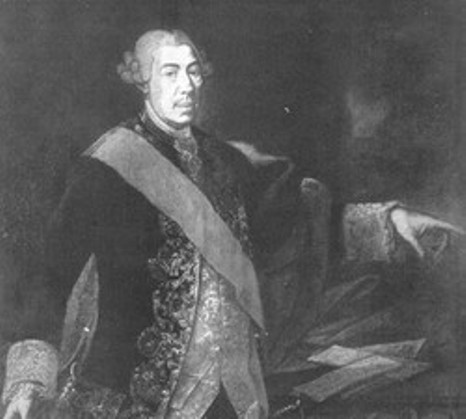
Domenico Caracciolo (1715–1789)

Królestwo Neapolu (wł. Regno di Napoli) – nieformalna nazwa państwa istniejącego w latach 1282–1816 (z przerwą w 1799) na obszarze dzisiejszych południowych Włoch; oficjalnie jego władcy posługiwali się tytułem królów Sycylii. Przed 1282 była to kontynentalna część Królestwa Sycylii; jednak w wyniku powstania ludności Sycylii władza króla Karola Andegaweńskiego została ograniczona do kontynentalnej części królestwa, podczas gdy wyspa przeszła pod panowanie króla Aragonii Piotra III. Z czasem Neapol połączył się z Sycylią unią personalną, a następnie realną.

## Historia

### XIII–XV wiek
Do 1435 ziemiami Królestwa władali Andegawenowie (boczna linia francuskich Kapetyngów wywodząca się od Karola Andegaweńskiego). W 1435 po śmierci królowej Joanny II Królestwo Neapolu przeszło pod panowanie młodszej linii Andegawenów (linia Anjou-Valois, boczna linia Walezjuszów) w osobie René I Andegaweńskiego; jednak roszczenia do tych terenów wysunął też Alfons V Aragoński, który po wieloletnich walkach ostatecznie opanował Królestwo Neapolu w 1442. Po śmierci Alfonsa V w 1458 Neapol odziedziczył jego nieślubny syn, Ferdynand I (Ferrante I). Po wymarciu młodszej linii Andegawenów w 1481 ich roszczenia do Neapolu przejęła Francja; roszczenia te podniósł król Francji Karol VIII Walezjusz, który w 1494 wkroczył na czele armii francuskiej do Włoch, a w lutym 1495 zajął Neapol. Jednak w wyniku zawiązania się antyfrancuskiej koalicji państewek włoskich, Hiszpanii i Cesarstwa, jeszcze w tym samym roku Karol VIII został zmuszony do wycofania się do Francji i porzucenia Neapolu, gdzie na tron wrócił Ferdynand II, wnuk Ferdynanda I.

### XVI–XVII wiek
W 1500 król Francji Ludwik XII Walezjusz i król Hiszpanii Ferdynand zawarli układ w Grenadzie, na mocy którego dokonali rozbioru Królestwa Neapolu; jego północna część – z miastem Neapolem – miała znaleźć się pod władzą Francji, południowa – pod władzą Hiszpanii. Wojska francuskie i hiszpańskie opanowały Królestwo Neapolu w 1501; wkrótce jednak doszło do sporów francusko-hiszpańskich o podział królestwa, które doprowadziły do wojny między Francją a Hiszpanią. Hiszpanie odnieśli w 1503 zwycięstwa pod Cerignolą i nad Garigliano, a w 1504 ostatnie oddziały francuskie w Królestwie Neapolu skapitulowały w Gaecie. Tym samym całość Królestwa Neapolu znalazła się pod kontrolą Hiszpanii, która utrzymała je do 1707.

### XVIII wiek
W 1707, w toku wojny o sukcesję hiszpańską, Królestwo Neapolu zostało zajęte przez wojska koalicji antyburbońskiej; w wyniku tej wojny Królestwo Neapolu przeszło pod panowanie Austrii.
W wyniku wojny o polską sukcesję od 1735 Królestwa Neapolu i Sycylii znalazły się pod panowaniem młodszej linii Burbonów hiszpańskich (w osobie Karola, syna króla Hiszpanii Filipa V). W latach 1734–1759 Królem Neapolu był Karol VII (Carlo VII), który w 1734 (jeszcze jako Don Carlos) podbił na czele armii hiszpańskiej austriacki wówczas Neapol.
Gdy Karol VII został w 1759 roku królem Hiszpanii (jako Karol III), pozostawił władzę w ręku swego małoletniego syna Ferdynanda IV (panował 1759–1806 i 1816–1825) i jego opiekuna pierwszego ministra Bernarda Tanucciego, byłego profesora uniwersytetu w Pizie. Był to minister-reformator. W jego programie reform uczestniczył także Leopoldo de Gregorio, markiz Esquilache, którego Karol III Hiszpański zabrał ze sobą do Madrytu.
Tanucci nałożył w 1741 roku podatki na Kościół neapolitański, a uzyskane fundusze przeznaczył na budowę dróg i pałaców reprezentacyjnych i siedzib urzędów.
Ministrowie Karola (Santostefano, Montealgre i Tanucci) utworzyli Real Giunta di Sicilia (Radę Królewską Sycylii) według wzorów hiszpańskich, by ułatwić nadzór stolicy – Neapolu nad wyspą i by zabezpieczyć jej autonomię. W 1776 roku znajdujący się w niełasce Tanucci uciekł z Neapolu. Jego następca Domenico Caracciolo był raczej nieudanym reformatorem.
Ferdynand (z siedziby na Sycylii) i jego żona (od 1768) Maria Karolina Habsburg wystąpili (1799) przeciwko agresji Napoleona i jego armii. Do walki królewską parę namówili dowódca neapolitańskiej floty John Acton, 6. baronet Acton (od 1779 minister marynarki) i ambasador brytyjski w Neapolu William Douglas Hamilton Dysproporcja sił był jednak tak wielka, że Napoleon zdołał podbić państwo.

### XIX wiek
Na początku 1799 Królestwo Neapolu zostało na krótko opanowane przez wojska rewolucyjnej Francji, co Francuzi wykorzystali, by proklamować tam Republikę Partenopejską; jednak jeszcze w tym samym roku Francuzi zostali wyparci z Neapolu przez wojska II koalicji antyfrancuskiej. W 1806 Napoleon Bonaparte zajął Królestwo Neapolu, osadzając na jego tronie swego starszego brata Józefa, a po objęciu przez niego tronu Hiszpanii w 1808 – swego szwagra Joachima Murata. W 1815 Królestwo Neapolu zostało odzyskane przez Burbonów z Sycylii, a w 1816 formalnie połączone z Królestwem Sycylii w jedno Królestwo Obojga Sycylii.

## Królowie Neapolu
- Władcy Neapolu i Sycylii

## Literatura
- Giuseppe Bonomo, Pitrè la Sicilia e i siciliani, Sellerio, Palermo 1989.
- Isidoro La Lumia, Palermo, il suo passato, il suo presente, i suoi monumenti, Antares editrice, 2004, 1° edizione Pedone Lauriel, 1875.
- Francesco Renda, Storia della Sicilia, Sellerio, Palermo, 2003.
- Rosario Romeo, Il risorgimento in Sicilia, La Terza, Bari, 1982.
- Giuseppe Pitrè, La vita in Palermo cento e più anni fa, Editrice Il Vespro, Palermo, prima edizione Barbera, Firenze, 1904.
- Leonardo Sciascia, Le Parrocchie di Regalpetra – Morte dell’Inquisitore, La Terza, Bari, 1982.